# Berserker
Berserker je v nordijski mitologiji junak, ki ima nadčloveško moč, je nepremagljiv in se bori kot zver.